# Diocèse de La Vega

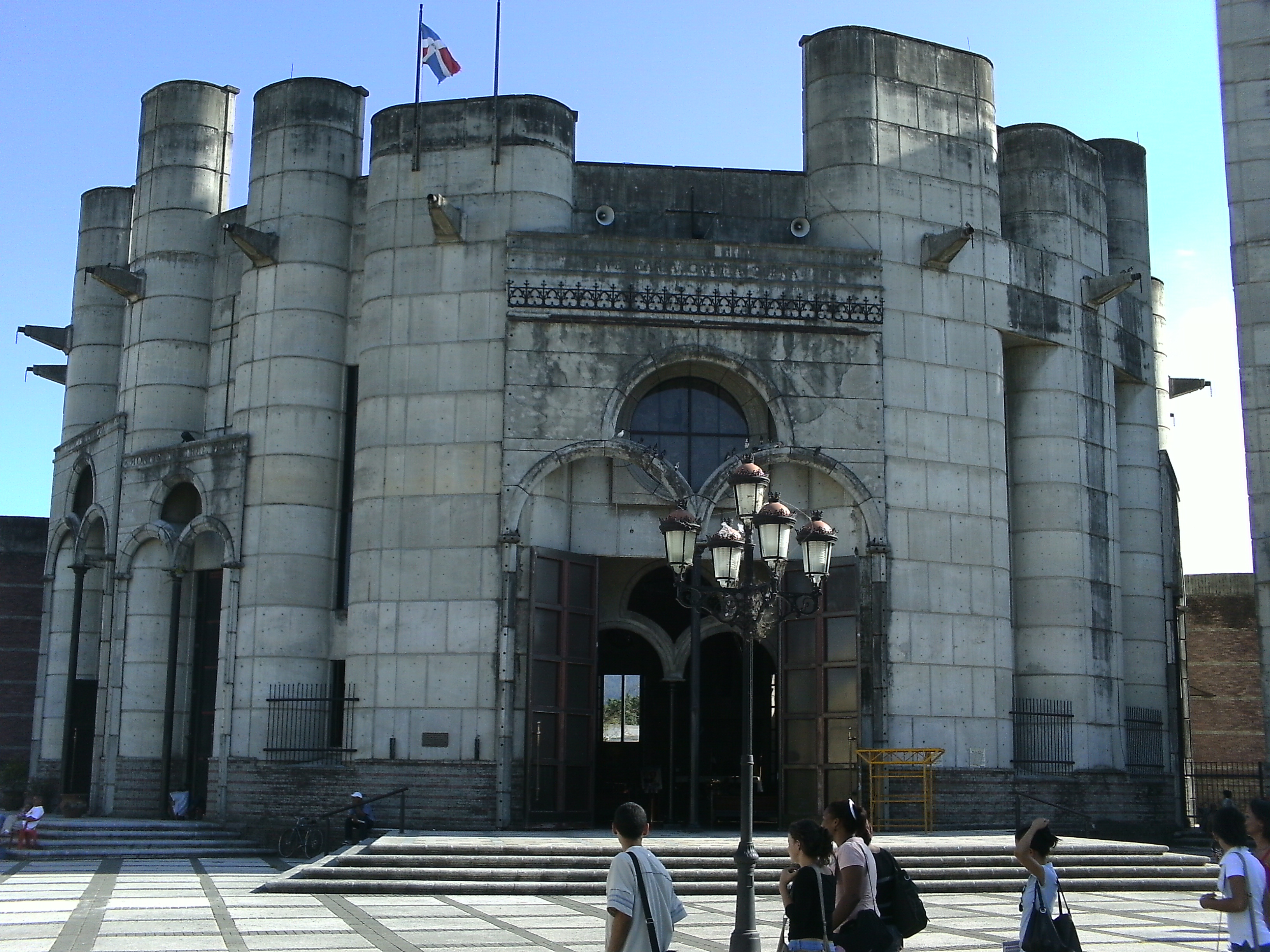
Cathédrale de Cooncepcion la vega

Le diocèse de La Vega (en latin : Dioecesis Vegensis ; en espagnol : Diócesis de La Vega) est un diocèse de l’Église catholique en République dominicaine, suffragant de l'archidiocèse de Santiago de los Caballeros.

## Territoire

Diocèse de La Vega

Il est situé sur les provinces de La Vega, Monseñor Nouel, Hermanas Mirabal et Sánchez Ramírez. Son territoire à une superficie de 4 919 km2 divisé en 58 paroisses. Le siège épiscopal est à Concepción de La Vega avec la cathédrale de l’Immaculée-Conception (es). Le sanctuaire Notre-Dame-de-la-Merci de Santo Cerro (nl), à quelques kilomètres au nord de Concepción de La Vega, est aussi rattaché au diocèse, et est reconnu sanctuaire national par la Conférence de l’épiscopat dominicain.

## Histoire
Par la bulle Romanus Pontifex du 8 août 1511, le pape Jules II crée les diocèses de Concepción de la Vega et Saint-Domingue sur l'île d'Hispaniola ainsi que le diocèse de San Juan sur l'île de Porto Rico qui sont nommés suffragants de l'archidiocèse de Séville. Ce sont les trois premiers diocèses érigés dans le Nouveau Monde. En 1527, le diocèse de Concepción de la Vega est supprimé et uni à celui de Saint-Domingue.
Il est de nouveau érigé le 25 septembre 1953 par la constitution apostolique Si magna et excelsa du pape Pie XII en prenant sur le territoire de l'archidiocèse de Saint-Domingue dont Vega devient suffragant.
Le 16 janvier 1978, il cède une partie de son territoire pour l'érection du diocèse de San Francisco de Macorís et acquiert en même temps la province de Salcedo (maintenant Hermanas Mirabal), jusqu'alors soumise à la juridiction du diocèse de Santiago de los Caballeros.
Le 14 février 1994, Santiago de los Caballeros est élevé au rang d'archidiocèse métropolitain et La Vega intègre sa province ecclésiastique.

## Évêques
- Francisco Panal Ramírez, O.F.M (1956-1965)
- Juan Antonio Flores Santana (1966-1992) nommé évêque de Santiago de los Caballeros
- Antonio Camilo González (1992-2015)
- Héctor Rafael Rodríguez Rodríguez, M.S.C (2015-2023) nommé archevêque de Santiago de los Caballeros
  - Carlos Tomás Morel Diplán, administrateur apostolique (2023-2024)
- Carlos Tomás Morel Diplán (2024- )